# Oscillopsie
Oscillopsie (van het Latijnse oscillare, schommelen) is de medische benaming voor het symptoom waarbij het beeld dat iemand heeft van de omgeving beweegt, zodra het hoofd wordt bewogen. Het treedt op bij aandoeningen van het evenwichtsorgaan, bijvoorbeeld in het geval van een neuritis vestibularis of als gevolg van beschadiging van de nervus vestibularis door ototoxische medicijnen als aminoglycosiden.
Bij gezonde mensen treedt dit symptoom niet op door intacte, zogenaamde vestibulo-oculaire reflexen. Bij patiënten met oscillopsie is deze communicatie tussen de ogen en het evenwichtsorgaan verstoord.